# Liste der Bischöfe von Regensburg

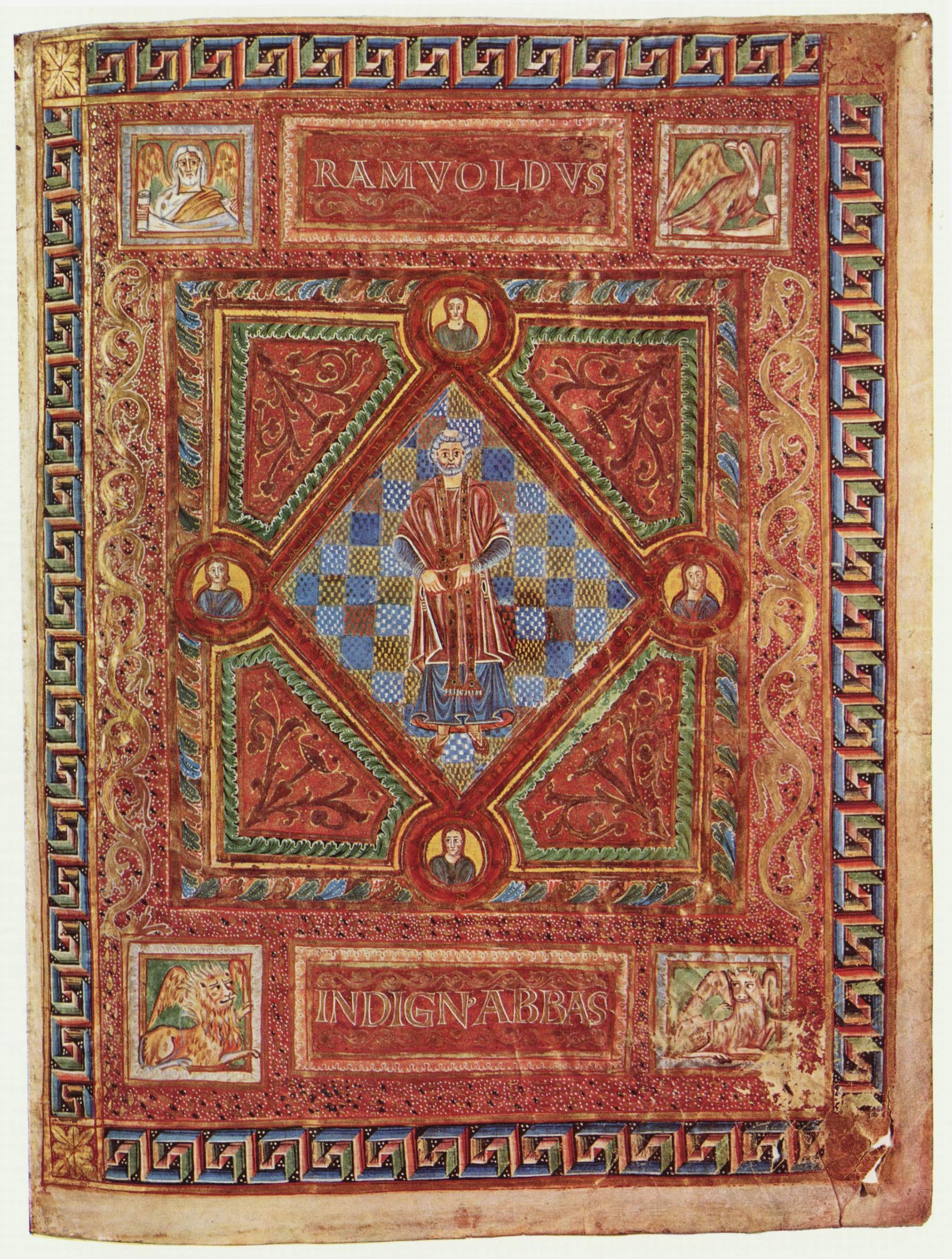
Ramwod war als Nachfolger des Abtbischofs Wolfgang erster selbständiger Abt des Klosters Sankt Emmeram, Darstellung im Codex aureus

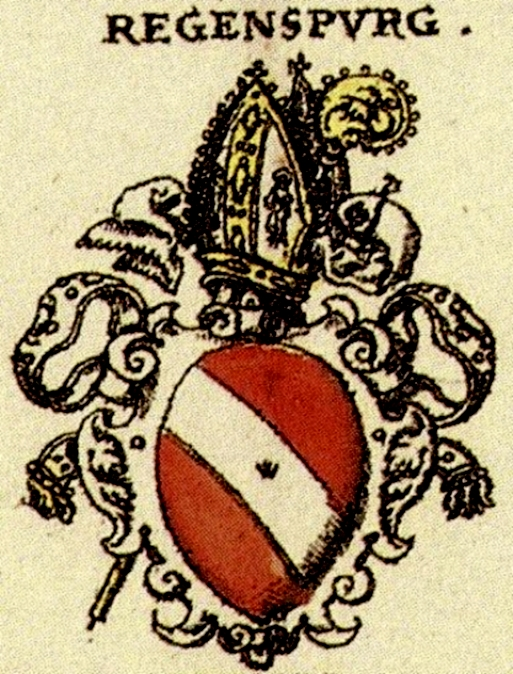
Wappen des Bistums Regensburg nach Siebmachers Wappenbuch von 1605

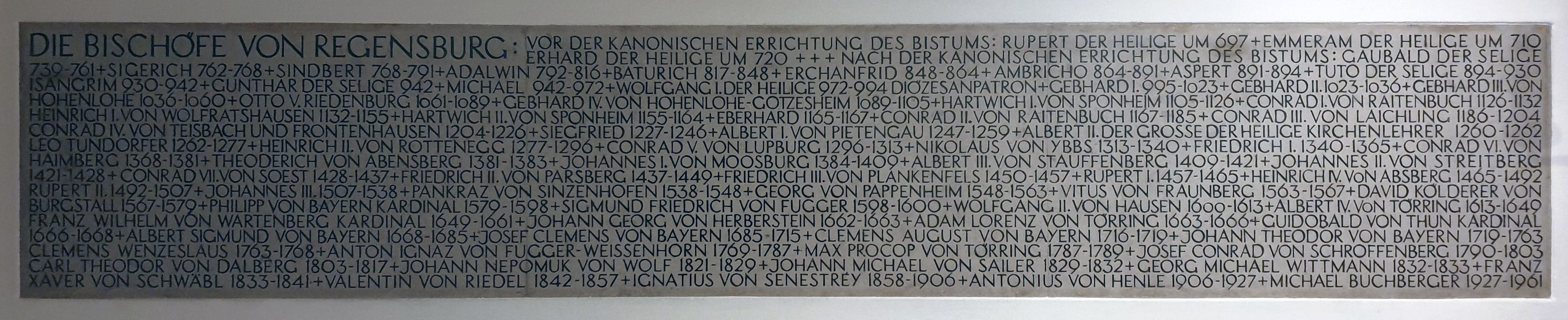
Gedenktafel der Regensburger Bischöfe

Die Liste der Bischöfe von Regensburg stellt die Reihe der Bischöfe des Bistums Regensburg vor. Sie waren über Jahrhunderte auch Fürstbischöfe des Hochstifts Regensburg.
Vor der Bistumsgründung 739 waren Wanderbischöfe in der Region aktiv. Eine geschlossene Bischofsreihe beginnt mit Gaubald zur Bistumsgründung. Bis 975 waren die Bischöfe zugleich als Abtbischöfe Vorsteher des Klosters Sankt Emmeram. Im Spätmittelalter gingen die Regensburger Bischöfe häufig aus bayerischen Adelsgeschlechtern hervor. Phasenweise dominierten auch die benachbarten bayerischen Herzöge und Pfalzgrafen aus dem Hause Wittelsbach. Nach der Säkularisation stand die Bischofswürde auch bürgerlichen Geistlichen offen, diesen sprach man in einer Übergangsphase in Bayern den Personaladel zu.
Weitere bedeutende religiöse Aufgaben führten die Regensburger Domherren und die Regensburger Weihbischöfe aus. Verbindungen bestehen auch zu den benachbarten Bischöfen von Freising, den Bischöfen von Passau oder den Bischöfen von Augsburg. Religiöses Zentrum ist der Regensburger Dom.
Mit der Annahme von Wappen für Adelsfamilien mit beständigem Familiennamen nach einer Stammburg entstand auch für die Fürstbischöfe eine individuelle Wappenführung. Die Wappen der Bischöfe sind über Jahrhunderte gemehrt, das heißt, sie enthalten in der Regel das ursprüngliche Familienwappen und daneben das Wappen des Bistums Regensburg. Das Wappen des Bistums ist nach Johann Siebmacher ein silberner Schrägrechtsbalken auf rotem Grund. Üblich ist eine Vierung mit den beiden Wappen im Wechsel. Sofern der Bischof auch Bischof weiterer Bistümer war, bestand das Wappen aus weiteren Elementen – im Bild unter anderem gelöst durch ein Herzschild oder weitere Teilungen. Heutige Bischofswappen knüpfen an diese Tradition an.
Sofern das persönliche fürstbischöfliche Wappen nicht im Bild vorhanden ist, wurde auf die Familienwappen im Ingeram-Codex, dem frühen Scheiblerschen Wappenbuch aus dem 15. Jahrhundert und Johann Siebmachers Wappenbuch von 1605 zurückgegriffen.

## Liste der Bischöfe von Regensburg
| Nr.        | Bischof                                    | von  | bis  | Beschreibung | Darstellung                                                                          | Wappen                                                                                 |
| ---------- | ------------------------------------------ | ---- | ---- | --- | ------------------------------------------------------------------------------------ | -------------------------------------------------------------------------------------- |
| [ Anm. 1 ] | Hl. Emmeram                                |      |      | Der heilige Emmeram, auch Emeran oder Haimeran, kam als Missionar in der Mitte des 7. Jahrhunderts nach Regensburg, wo er nach Aufforderung des Herzogs Theodo I. blieb. Uta, die Tochter des Herzogs, die ein Kind von einem Beamten erwartete, vertraute sich Emmeram an. Dieser trug ihr auf, ihn als Vater zu nennen, um das junge Paar zu schützen. Auf der Pilgerreise, die Emmeram daraufhin antrat, um Vergebung zu erbitten, wurde er von Lantpert, dem Sohn des Herzogs, verfolgt und kurz hinter München gestellt. Er ließ den Bischof auf eine Leiter binden und ihm nach und nach bei lebendigem Leibe die Gliedmaßen abschneiden. Versuche seiner Gefährten den Sterbenden zu retten blieben erfolglos. Nachdem der Herzog die wahre Geschichte erfahren hatte, ließ er Emmeram exhumieren und nach Regensburg überführen. Sein Leichnam wurde später im Kloster Sankt Emmeram beigesetzt. | Mittelalterliches Gemälde                                                            |                                                                                        |
| [ Anm. 1 ] | Hl. Rupert                                 |      |      | Rupert von Salzburg, auch Hruodpert, wird oft als Apostel Bayerns bezeichnet und weist engste Verwandtschaft zum Königshaus der Merowinger auf. Nach Aufforderung des Herzogs Theodo II. unterwies er gegen Ende des 7. Jahrhunderts das Herzogshaus in Regensburg im rechten katholischen Glauben. Später erhielt er von ihm die Erlaubnis nach seinem Gutdünken einen Ort für Kirchenbauten zu suchen, woraufhin Rupert nach längerer Reise in Salzburg das Kloster Nonnberg gründete. Nach seinem Tod am 27. März 718 in Worms wurden seine Gebeine vom heiligen Virgil anlässlich der Einweihung des Salzburger Doms am 24. September 744 nach Salzburg überführt. Er gilt als Entdecker der Solequellen in Reichenhall und wird deshalb meist mit einem Salzfass dargestellt. | Mittelalterliches Gemälde                                                            |                                                                                        |
| [ Anm. 1 ] | Hl. Erhard                                 |      |      | Der aus Narbonne stammende Erhard war im 7. Jahrhundert als Wandermönch im Elsass unterwegs und gründete hier zahlreiche Klöster. Als Missionsbischof kam er zwischen 680 und 690 nach Regensburg und war hier unter Theodo II. als Vorbereiter des katholischen Glaubens tätig. Nach seinem Tod um das Jahr 719 wurde er in der Krypta der Niedermünsterkirche in Regensburg beigesetzt, bevor seine Gebeine im 19. Jahrhundert in einen silbernen Schrein gelegt und an die Nordseite der Kirche verbracht worden sind. Seine Heiligsprechung erfolgte am 8. Oktober 1052 durch Papst Leo IX. | Darstellung des Bischofs im Uta-Codex, 11. Jahrhundert                               |                                                                                        |
| [ Anm. 1 ] | Sel. Albart                                |      |      | |                                                                                      |                                                                                        |
| [ Anm. 1 ] | Ratharius                                  |      |      | Ratharius ist um 730 nachweisbar. |                                                                                      |                                                                                        |
| [ Anm. 1 ] | Wikpert                                    |      |      | Wikpert ist nach 730 nachweisbar. |                                                                                      |                                                                                        |
| 01         | Sel. Gaubald                               | 739  | 761  | Gaubald war der erste Bischof nach der kanonischen Errichtung des Bistums Regensburg. |                                                                                      |                                                                                        |
| 02         | Sigerich                                   | 762  | 768  | Siegerich ist nur durch seine Nennung bekannt. Wie seine Vorgänger war auch er neben seinem Amt als Bischof Vorsteher des Klosters St. Emmeram. Aufgrund seiner Präsenz bei der Synode von Aschheim rechnen Historiker ihm einen großen politischen Einfluss zu. |                                                                                      |                                                                                        |
| 03         | Simpert                                    | 768  | 791  | Der aus dem Donaugau stammende Simpert war ein Sprössling der Familie von Hechlingen. Wie seine Vorgänger auch war er zugleich Vorsteher des Klosters Sankt Emmeram. Während seiner Amtszeit als Bischof keimte die Auseinandersetzung um Eigenkirchen auf, die erst durch Karl den Großen beendet werden konnte, zu dessen Anhängern Simpert später zählte. Auch wenn der Chronist Lorenz Hochwart ihn im 16. Jahrhundert als friedfertigen Menschen beschreibt, fiel Simpert in einer Schlacht gegen die Awaren, in die er zusammen mit dem König, dem Bischof von Metz Angilram und dem Bischof von Freising Atto im August 791 von Regensburg aus gezogen war. |                                                                                      |                                                                                        |
| 04         | Adalwin                                    | 791  | 816  | Adalwin war vermutlich ein Onkel des Eichstätter Bischofs Altwin. In seine Zeit als Bischof fällt die erste urkundliche Erwähnung eines Vorgängerbaus des heutigen Regensburger Domes. Der Bischof erhielt Schenkungen von Karl dem Großen. |                                                                                      |                                                                                        |
| 05         | Baturich                                   | 817  | 847  | Baturich stammte wie einige seiner Vorgänger aus der hochadeligen Familie der Hahilinga. Rabanus Maurus zählt zu seinen Schülern. Baturich wurde von Ludwig dem Deutschen zum Erzkaplan bestellt. Es haben sich Schriften aus dem Besitz des Bischofs erhalten, die heute in der Bayerischen Staatsbibliothek in München aufbewahrt werden. |                                                                                      |                                                                                        |
| 06         | Erchanfried                                | 847  | 864  | Erchanfried war wie seine Vorgänger als Abtbischof zugleich Vorsteher des Klosters Sankt Emmeram. |                                                                                      |                                                                                        |
| 07         | Embricho                                   | 864  | 891  | Embricho, auch Ambricho, tauschte mit dem Eichstätter Bischof Otgar Besitzungen, er gab Neuburg an der Donau und Egweil ab. |                                                                                      |                                                                                        |
| 08         | Aspert von Velden                          | 891  | 893  | Aspert stammte aus Velden und war Erzkanzler von König Arnulf. Aus seiner kurzen Wirkenszeit als Bischof sind lediglich acht Urkunden überliefert. |                                                                                      |                                                                                        |
| 09         | Sel. Tuto                                  | 893  | 930  | In kirchlichen Angelegenheiten reiste Tuto nach Prag, wo er von Wenzel von Böhmen zum Bau einer Gedenkstätte für dessen Großmutter Ludmilla und später der Veitskirche auf der Prager Burg beratend hinzugezogen wurde. In seine Schaffenszeit fällt auch die Errichtung der Burg Stauf zur Abwehr der Ungarn. Er stand in engem Kontakt zu den letzten Karolingern Arnulf und Ludwig dem Kind. Arnulf schenkte dem Kloster Sankt Emmeram den Codex aureus. Beide Herrscher und auch Tuto ließen sich im Kloster beisetzen. |                                                                                      |                                                                                        |
| 10         | Isangrim                                   | 930  | 941  | Durch Einfälle der Ungarn wurde das Bistum Regensburg verwüstet, daher fanden sich nur wenige Äbte auf einer Provinzialsynode am 14. Januar 932 im Regensburger Dom ein. Unter den Teilnehmern befanden sich auch der Eichstätter Bischof Odalfried, Wolfram von Freising und Gerhard von Passau. |                                                                                      |                                                                                        |
| 11         | Sel. Gunther                               | 942  | 942  | Der Chronist und Bischof Thietmar von Merseburg schilderte die Ernennung Gunthers in Form einer legendenartigen Erzählung, aus der aber die Ernennung durch den König deutlich wird, bei der Volk und Klerus nur noch ihre formelle Zustimmung abgeben konnten. |                                                                                      |                                                                                        |
| 12         | Michael                                    | 942  | 972  | Michael war Generalvikar der böhmischen Gebiete des Regensburger Bistums mit Sitz in Prag als er zum Bischof ernannt wurde. Vermutlich befand er sich bis zur Ermordung Wenzels von Böhmen dort. Unter Herzog Boleslav I. wurde er zur Weihe der Veitskirche geladen. Dieser Einladung folgte er aufgrund der politischen Spannungen in der Folge des Brudermords nach längerem Zögern. Boleslav I. gab seinen Sohn Strachkvas in die Obhut des Klosters Sankt Emmeram. Im Heere Ottos des Großen war Michael am Kampf in Böhmen beteiligt. Er nahm auch an der Schlacht auf dem Lechfeld im Kampf gegen die Ungarn teil. Zwei bedeutende ungarische Anführer wurden in Regensburg erhängt. In den folgenden Auseinandersetzungen wurde der Bischof schwer verwundet, wovon der Chronist und Bischof Thietmar von Merseburg ausführlicher berichtete. |                                                                                      |                                                                                        |
| 13         | Hl. Wolfgang                               | 972  | 994  | Wolfgang wurde von Ulrich von Augsburg zum Priester geweiht. Sein gutes Verhältnis zum böhmischen Herzog Boleslav II. begünstigte die Gründung des Bistums Prag, bei der böhmische Gebiete vom Regensburger Bistum abgetreten wurden. Mit Ramwod erlaubte er dem Kloster Sankt Emmeram die Einsetzung eines selbständigen Abtes und beendete damit die bisherige Personalunion der Abtbischöfe. Er verhalf damit dem Kloster zu einer geistlichen und kulturellen Blüte, der wirtschaftliche Verlust für das Hochstift führte aber zu anhaltenden Spannungen. | Darstellung des Heiligen Wolfgang gefertigt von Theoderich von Prag, 14. Jahrhundert |                                                                                        |
| 14         | Gebhard I.                                 | 994  | 1023 | Obwohl Wolfgang seinen Schüler Tagino als Nachfolger vorgesehen hatte, bestimmte Otto III. Gebhard I. aus dem Hause Andechs-Dießen. Es kam zu Spannungen mit dem selbständig gewordenen Kloster Sankt Emmeram. Gebhard I. begründete das Kloster Prüll. |                                                                                      |                                                                                        |
| 15         | Gebhard II.                                | 1023 | 1036 | Gebhard II. war Verwandter des Ulrich von Zell und des Ulrich von Augsburg. Eine der wenigen Quellen über ihn war Hofkaplan Wipo. |                                                                                      |                                                                                        |
| 16         | Gebhard III.                               | 1036 | 1060 | Gebhard III. stammte aus hochadeligen Verhältnissen, er war ein Sohn von Adelheid von Metz und damit Stiefbruder von Konrad II. Mit seiner Mutter gründete er das Chorherrenstift Öhringen, was im Öhringer Stiftungsbrief festgehalten wurde. Er war an mehreren Feldzügen vor allem gegen Ungarn beteiligt. Wegen seiner Auflehnung gegen den Kaiser wurde er kurzzeitig auf Burg Wülflingen gefangen gehalten. | Darstellung im Öhringer Obleybuch um 1420                                            |                                                                                        |
| 17         | Otto von Riedenburg                        | 1061 | 1089 | Otto nahm an einer bewaffneten Wallfahrt nach Jerusalem teil. Als Anhänger Heinrichs IV. beteiligte er sich an den Auseinandersetzungen mit den Gegenkönigen. In der Fehde des Kaisers gegen Ekbert II. wurde der Bischof schwer verwundet und starb kurz darauf. |                                                                                      |                                                                                        |
| 18         | Gebhard IV. von Gosham                     | 1089 | 1105 | Gebhard IV. war wahrscheinlich der Sohn eines exkommunizierten Rates Heinrichs IV. Er wurde in seiner gesamten Amtszeit nie zum Bischof geweiht oder von einem Erzbischof oder Papst anerkannt. |                                                                                      |                                                                                        |
| 19         | Hartwig I., von Spanheim                   | 1105 | 1126 | Hartwig I. war an der Gründung mehrerer Klöster beteiligt. Sein älterer Bruder war Engelbert. |                                                                                      |                                                                                        |
| 20         | Sel. Konrad I. von Raitenbuch              | 1126 | 1132 | Konrad I., auch Kuno, war zunächst Abt des Klosters Siegburg. Er scharte namhafte Gelehrte um sich, darunter Rupert von Deutz und Norbert von Xanten, in seiner Zeit als Regensburger Bischof z. B. Honorius Augustodunensis. Er förderte Klöster und führte dort Reformen durch. |                                                                                      |                                                                                        |
| 21         | Heinrich I. von Wolfratshausen             | 1132 | 1155 | Als Folge einer Fehde mit Heinrich dem Stolzen musste Heinrich I. Gebiete des Hochstifts rechts des Inns abtreten, konnte sich in Regensburg aber behaupten. Er beteiligte sich am Zweiten Kreuzzug, von dem er vorzeitig zurückkehrte. Er war der letzte Bischof, der sich im Kloster Sankt Emmeram bestatten ließ. |                                                                                      |                                                                                        |
| 22         | Hartwig II., von Spanheim                  | 1155 | 1164 | Hartwig II. war ein Neffe des vorausgehenden Bischofs Hartwigs I. aus der Familie der Spanheimer. |                                                                                      |                                                                                        |
| 23         | Eberhard der Schwabe                       | 1165 | 1167 | Von Kaiser Friedrich I. eingesetzt, begleitete Eberhard diesen nach Rom, um dort den Gegenpapst Paschalis III. durchzusetzen. Das siegreiche Heer hatte im Anschluss aufgrund von Malaria viele Opfer zu beklagen, darunter auch Eberhard. |                                                                                      |                                                                                        |
| 24         | Konrad II. von Raitenbuch                  | 1167 | 1185 | Konrad II. war der Neffe von Konrad I. Er nahm 1179 am Dritten Laterankonzil teil. |                                                                                      |                                                                                        |
| [ Anm. 2 ] | Gottfried von Spitzenberg                  | 1185 | 1186 | Als Kanzler und italienischer Legat verzichtete Gottfried auf den Regensburger Bischofsstuhl und wurde wenig später Bischof von Würzburg (1186–1190). Er verstarb auf dem Dritten Kreuzzug in Antiochia. | Epitaph des Bischofs                                                                 |                                                                                        |
| 25         | Konrad III. von Laichling                  | 1186 | 1204 | Konrad III. nahm ebenso wie Gottfried von Spitzenberg an dem Dritten Kreuzzug teil, von dem er vorzeitig zurückkehrte. 1197 war er erneut aufgebrochen im Kreuzzug Heinrichs VI. Der Tod des Kaisers bewog ihn zur Umkehr und er unterstützte als Anwärter auf den Thron Philipp von Schwaben. Durch Gebietserweiterungen des bayerischen Herzogs Ludwig der Kelheimer, nicht zuletzt durch das Aussterben der Steflinger, kam es zu einer Fehde mit Bischof Konrad III., in der das Hochstift mit seinen kirchlichen Gütern schwer verwüstet wurde. |                                                                                      |                                                                                        |
| 26         | Konrad IV. von Frontenhausen               | 1204 | 1226 | Konrad IV. beendete den Konflikt mit Ludwig dem Kelheimer nicht ohne Zugeständnisse zu machen. Als Kanzler von Philipp von Schwaben verhandelte er mit Papst Innozenz III. Seine Sorge um sein Bistum wurde u. a. durch Klostergründungen und durch Einsatz seines persönlichen Besitzes für das Regensburger Bürgerspital und als Vermächtnis an das Hochstift deutlich. |                                                                                      |                                                                                        |
| [ Anm. 2 ] | Gottfrid                                   | 1227 | 1227 | Während als Nachfolger zunächst Gottfrid seine Unterstützer im Domkapitel mit Kirchengut belohnte, führte dies durch Intervention Papst Gregors IX. zur Einsetzung Siegfrieds. |                                                                                      |                                                                                        |
| 27         | Siegfried                                  | 1227 | 1246 | Die Position Siegfrieds gegenüber der Bürgerschaft wurde zunächst durch landesweite Beschlüsse gestärkt. Seine Schuldensituation führte zu Untersuchungen Albert Behaims und zu seiner Exkommunikation. Der Bruch mit Friedrich II., dessen Kanzler er war, bewegten den Kaiser zu einer Stärkung Regensburgs, der er faktisch den Status einer Reichsstadt verlieh. |                                                                                      |                                                                                        |
| 28         | Albert I. von Pietengau                    | 1247 | 1259 | Albert I. residierte wegen einer Gottesdienstsperre vor allem in Donaustauf. Sein Bruder Berthold war Bischof von Passau. Beide führten zusammen Raubzüge gegen den bayerischen Herzog Otto II. Religiöse Missstände in Regensburg bewogen Albert I. zu einem Mordkomplott gegen den in der Stadt verweilenden Konrad IV., das aber misslang und Albert I. zur Flucht zu Ottokar II. nach Böhmen zwang. Später konnte Albert zurückkehren. Andere Gründe führten schließlich zu seinem Verzicht auf den Bischofsstuhl und er verbrachte seinen Lebensabend in einem Kloster. |                                                                                      |                                                                                        |
| 29         | Hl. Albert II. der Große                   | 1260 | 1262 | Albert II., bekannt als Albertus Magnus, zählt zu den bedeutendsten christlichen Persönlichkeiten des Mittelalters. Als Gelehrter gilt er als Kirchenlehrer und Wegbereiter des christlichen Aristotelismus. Gemeinsam mit Jordan von Sachsen verhalf er dem Dominikanerorden zu Ansehen. Mit der Ernennung zum Bischof von Regensburg setzte sich Papst Alexander IV. über das Wahlrecht des Domkapitels hinweg, um der Idee des Bettelordens in den Bischofsreihen mehr Gewicht zu verleihen und um die Verhältnisse in Regensburg neu zu ordnen. Albert II. verzichtete vorzeitig auf das Amt. Er war ein Zeitgenosse Bertholds von Regensburg. | Gemälde von Joos van Wassenhove, 15. Jahrhundert                                     | Siegel des Bischofs                                                                    |
| 30         | Leo Thundorfer                             | 1262 | 1277 | Leo Thundorfer aus einem Regensburger Patriziergeschlecht nahm an kriegerischen Auseinandersetzungen im Spannungsfeld Bayern, Böhmen und Österreich teil. Reichspolitisch gesehen zählt man ihn zu den Friedenstiftern, war er neben Friedensverhandlungen auch mit der Eindämmung des Fehdewesens in den eigenen Grenzen aktiv. Er trieb den Bau des Regensburger Domes voran. Er bemühte sich offensiv die Klöster enger an das Hochstift zu binden, was beim Kloster Sankt Emmeram zu Spannungen mit dem Papst führte. |                                                                                      |                                                                                        |
| 31         | Heinrich II. von Rotteneck                 | 1277 | 1296 | Heinrich II. war der letzte des Geschlechtes der Grafen von Rotteneck. Mehrfach trat er zwischen den zerstrittenen wittelsbacher Brüdern Ludwig II. und Heinrich XIII. als Friedensvermittler ein. Er bemühte sich um die Abtragung von Schulden, setzte aber auch die Bautätigkeiten am Dom fort und begann mit der Errichtung der Wallfahrtskirche Bogenberg. Durch Verkauf seiner Grafschaft investierte er das gewonnene Privatvermögen in den Ausbau von Burgen und Schlössern. |                                                                                      |                                                                                        |
| 32         | Konrad V. von Luppurg                      | 1296 | 1313 | Bevor Konrad V. nach Regensburg kam, war er kurzfristig Elekt von Gurk (1282–1283). Als letzter seines Geschlechtes brachte er Burg und Herrschaft Lupburg in das Hochstift ein. Die Finanzlage zwang ihn aber zur Verpfändung der Grafschaft Donaustauf, die über Jahrhunderte überwiegend verpfändet bleiben sollte. Ausbrechende Judenfeindlichkeit stieß in Regensburg auf eine beschützende Bürgerschaft. |                                                                                      |                                                                                        |
| 33         | Nikolaus von Ybbs                          | 1313 | 1340 | Nikolaus stammte aus einer Ybbser Patrizierfamilie und stand in königlichen Diensten, wo er bis zum Kanzler aufgestiegen war. Im Thronstreit hielt er zu Ludwig dem Bayern und nahm auch die Verwüstungen des Hochstifts durch Friedrich den Schönen auf sich. Das erste Pfarrverzeichnis des Bistums entstand um 1326. Die Ermordung Deggendorfer Juden steht auch mit der Gründungslegende der Deggendorfer Gnad im Zusammenhang. |                                                                                      |                                                                                        |
| [ Anm. 2 ] | Hiltpolt von Haimberg                      | 1340 | 1340 | In einer schismatischen Wahl wurde neben Hilpolt Heinrich (III.) von Stein und Friedrich I. von Zollern-Nürnberg gewählt. Hilpolt verzichtete daraufhin sofort auf den Bischofsstuhl. |                                                                                      |                                                                                        |
| [ Anm. 2 ] | Heinrich (III.) von Stein                  | 1340 | 1345 | Gegenbischof Heinrich III. wurde von einer Minderheit des Regensburger Domkapitels gewählt, der gestützt auf Kaiser Ludwig den Bayern und einen Großteil der Ministerialität von 1340 bis 1345 einen Teil des Hochstifts kontrollierte. Die unsichere Konstellation verleitete beide Kontrahenten Schulden aufzunehmen und Verpfändungen vorzunehmen, die das Hochstift finanziell massiv schädigten. Heinrich III. verzichtete 1345 auf den Bischofsstuhl und starb im August 1346. |                                                                                      |                                                                                        |
| 34         | Friedrich I. Burggraf von Zollern-Nürnberg | 1340 | 1365 | In der Auseinandersetzung mit Heinrich III. wähnte Friedrich den Regensburger Rat und den Papst hinter sich. Als Heinrich III. 1345 auf seine Ansprüche verzichtete, unterließ es der Kaiser einen neuen Gegenbischof aufzustellen und akzeptierte Friedrich von Zollern. Das Hochstift war durch den Konflikt nachhaltig finanziell geschwächt. 1349 wütete die Pest im Bistum, kleinere Dörfer starben zum Teil völlig aus. |                                                                                      | Familienwappen im Scheiblerschen Wappenbuch                                            |
|            | Sedisvakanz                                | 1365 | 1368 | Die Administration des hochverschuldeten Hochstifts erfolgte durch den Regensburger Dompropst Konrad von Haimberg, der schließlich 1368 zum Bischof gewählt wurde. |                                                                                      |                                                                                        |
| 35         | Konrad VI. von Haimberg                    | 1368 | 1381 | Konrad VI. sah sich aufgrund der erdrückenden Schuldenlast gezwungen sich dem Domkapitel zu unterstellen und von ihm sein Gehalt zu beziehen. Er war ein Zeitgenosse des Gelehrten Konrad von Megenberg, der sich bis zu seinem Lebensende in Regensburg aufhielt. |                                                                                      |                                                                                        |
| 36         | Theoderich von Abensberg                   | 1381 | 1383 | Theoderich aus dem Geschlecht der Grafen von Abensberg konnte, zum Teil durch Privatvermögen, Pfandschaften auslösen. |                                                                                      |                                                                                        |
| 37         | Johann I. von Moosburg                     | 1384 | 1409 | Johann I., Sohn des bayerischen Herzogs Stephan III., der sich als Elekt von Freising nicht durchsetzen konnte, wurde mit Hilfe von Papst Urban VI. zum Regensburger Bischof ernannt. Der Papst überging damit die Wahl von Paulus Kölner durch das Domkapitel. Johann stürzte das Hochstift in neue Schulden und Verpfändungen. Unter seiner Politik hatten besonders die Landpfarrer zu leiden, denen nahezu die Existenzgrundlage entzogen wurde. Nutzen aus der Misswirtschaft des Bischofs zog die Stadt Regensburg, die Rechte und Güter erwarb, die sich andere Städte hart erkämpfen mussten. |                                                                                      |                                                                                        |
| 38         | Albert III. von Stauffenberg               | 1409 | 1421 | Albert III. wurde in einer Zeit zum Bischof erhoben, in der sich als Päpste Alexander V. und Gregor XII. gegenüberstanden. Er steht für eine sparsame Hofhaltung, für das Abtragen von Schulden und er konnte auch einige Gebiete für das Hochstift durch Kauf zurückgewinnen. In der Fehde zwischen den beiden bayerischen Herzögen Heinrich von Landshut und Ludwig von Ingolstadt hielt er zu Landshut in der Hoffnung auf Gebietsgewinne für das Hochstift durch die Herrschaft Hohenburg im Nordgau. |                                                                                      |                                                                                        |
| 39         | Johann II. von Streitberg                  | 1421 | 1428 | Johann II. aus der Familie von Streitberg hatte sich in seiner gesamten Amtszeit der Übergriffe der Hussiten zu erwehren. Die Niederlage in der Schlacht bei Mies hatte zur Folge, dass die Hussiten nur noch weiter ins Land vordrangen. Das Kloster Schönthal und das Kloster Schwarzhofen wurden niedergebrannt. Während die Kastler Reform in vielen Klöster bereitwillig angenommen wurde, setzte sie Johann II. mit der Einsetzung des Abtes Ludwig im Kloster Ensdorf mit Gewalt durch. |                                                                                      | Familienwappen im Ingeram-Codex                                                        |
| [ Anm. 2 ] | Erhard Sattelboger                         | 1428 | 1428 | Insgesamt drei Kandidaten, darunter Johann Sumpringer, rangen um die Nachfolge Johanns II. Während Erhard Sattelboger zunächst aus der Wahl hervorging, intervenierten vier Mitglieder des Domkapitels mit unterschiedlichen Interessen bei Papst Martin V., der sich kurzerhand für eine andere Lösung entschied und seinen Anhänger Konrad von Soest zum Bischof ernannte. |                                                                                      | Familienwappen in Siebmachers Wappenbuch                                               |
| 40         | Konrad VII. von Soest                      | 1428 | 1437 | Konrad VII. befand sich vor seiner Ernennung zum Bischof im Gefolge König Ruprechts, später im Gefolge von Papst Gregor XII. und danach Martins V. und war ein angesehener Theologe. Die Hussiten fielen weiterhin in das Bistum ein, auch die Schlacht bei Hiltersried und Verhandlungen führten zu keiner Entspannung. Er war ein Zeitgenosse von Andreas von Regensburg. |                                                                                      |                                                                                        |
| 41         | Friedrich II. von Parsberg                 | 1437 | 1450 | Die Wahl Friedrichs II. aus der Familie von Parsberg war erstmals in Regensburg mit einer Wahlkapitulation verbunden, in der wichtige Mitspracherechte und Privilegien der Domherren im Zusammenhang mit Entscheidungen des Bischofs geregelt wurden. |                                                                                      | Wappen aus Bärnclau, Episcopatus Ratisbonensis, Bisch. Zentralarchiv Regensburg        |
| 42         | Friedrich III. von Plankenfels             | 1450 | 1457 | Friedrich III. stammte aus der Familie von Plankenfels und studierte zusammen mit seinem Bruder Ulrich von Plankenfels, der 1453 zum Bischof von Chiemsee ernannt wurde. Die Wahlkapitulation wurde weiter ausgebaut. Der Konflikt mit den Hussiten hatte sich zwar beruhigt, fand aber durch die Bedrohung und Verschleppung Geistlicher, an der deutsche Adelige beteiligt waren, eine subtile Fortsetzung. |                                                                                      | Familienwappen im Scheiblerschen Wappenbuch                                            |
| 43         | Ruprecht I. von Pfalz-Mosbach              | 1457 | 1465 | Ruprecht I. als Sohn des Pfalzgrafen Otto I. und damit Enkel König Ruprechts erschien aufgrund seiner Familienverhältnisse geeignet, den Hussiten und räuberischen Adeligen Einhalt zu gebieten. Eine abgehaltene Synode beschäftigte sich mit konkreten Missständen, so wurden Pfründebesitzer verpflichtet ihre Stellvertreter besser zu besolden. Der Bischof starb im jungen Alter von 32 Jahren. |                                                                                      | Familienwappen der Wittelsbacher                                                       |
| 44         | Heinrich IV. von Absberg                   | 1465 | 1492 | Heinrich IV. wurde in Regensburg vom bayerischen Herzog Albrecht IV. bedrängt: Albrecht IV. löste alte Pfandschaften aus und stellte mit zunehmendem Einfluss den Status einer Reichsstadt in Frage. 1492 musste er sich durch das Eingreifen von Kaiser Friedrich III. zurückziehen. Heinrich IV. kämpfte gegen die Irrlehren von Lewin und Janko von Wirsberg. Der Buchdruck erlaubte in Regensburg erstmals die Herstellung verschiedener religiöser Schriften. | Darstellung des Bischofs                                                             | Familienwappen im Scheiblerschen Wappenbuch                                            |
| 45         | Ruprecht II. von Pfalz-Simmern             | 1492 | 1507 | Ruprecht II. litt unter einer schweren Krankheit, wahrscheinlich Frambösie, die ihn in seiner Amtsführung erheblich beeinträchtigte und an deren Folgen er schließlich starb. Im Landshuter Erbfolgekrieg wurde das Bistum verwüstet. In die Verfolgung von Hexen und Zauberern im Raum Abensberg schaltete sich der Inquisitor Heinrich Kramer ein. |                                                                                      | Familienwappen der Wittelsbacher, Linie Pfalz-Simmern                                  |
| 46         | Johann III. von der Pfalz                  | 1507 | 1538 | Johann III. stammte als Sohn des Kurfürsten Philipp aus höchst einflussreichen Kreisen, seine Brüder waren Kurfürsten oder ebenfalls Bischöfe. Die Zeiten waren aber von schweren Unruhen geprägt: In Regensburg gab es von 1511 bis 1513 einen Aufstand vor allem gegen die Amtspersonen des Kaisers. Nach dem Tod Kaiser Maximilian I. brachen 1519 offene Feindseligkeiten gegenüber den Regensburger Juden aus, die zur Zerstörung ihrer Synagoge und der Vertreibung der jüdischen Bevölkerung aus der Stadt führten. Der „Wieder“-Täufer Balthasar Hubmaier predigte in der Stadt. Im Zuge der Reformation verlor das Bistum das Dekanat Wunsiedel, der Landesherr Georg der Fromme ging dort hart gegen unliebsame Geistliche vor. |                                                                                      | Familienwappen der Wittelsbacher                                                       |
| 47         | Pankraz von Sinzenhofen                    | 1538 | 1548 | Pankraz litt unter erheblichen psychischen und körperlichen Gebrechen, er hatte der raschen Verbreitung der Reformation in seinem Bistum nichts entgegenzusetzen. Andernorts formierten sich jedoch im Konzil von Trient und in den Reihen des Jesuitenordens gegenreformatorische Kräfte. |                                                                                      | Bischofswappen auf einer Münze von 1546                                                |
| 48         | Georg Marschalk von Pappenheim             | 1548 | 1563 | Die Familie von Pappenheim brachte in jener Zeit hohe kirchliche Würdenträger hervor, neben Georg auch den Eichstätter Bischof Christoph oder den Humanisten Matthäus. Die Gegenreformation erreichte das Bistum und der Augsburger Reichs- und Religionsfrieden milderte die aufgeworfenen Spannungen. Gelehrte wie Nicolaus Gallus und Justus Jonas der Ältere trugen zur Konfessionalisierung des Protestantismus in Regensburg bei. |                                                                                      | Familienwappen im Scheiblerschen Wappenbuch                                            |
| 49         | Veit von Fraunberg                         | 1563 | 1567 | Veit aus der Familie von Fraunberg sah sich bei der Umsetzung der Beschlüsse des Konzils von Trient in seiner Position als Bischof gegenüber dem Domkapitel gestärkt. Er nahm am Reichstag zu Augsburg 1566 teil und starb ein Jahr später auf Schloss Wörth an der Donau. |                                                                                      | [ 2 ]                                                                                  |
| 50         | David Kölderer von Burgstall               | 1567 | 1579 | David bemühte sich um die Umsetzung der Beschlüsse des Konzils von Trient. Dazu zählte die Gründung von Priesterseminaren, um eine professionelle Ausbildung von Priestern zu gewährleisten und die Visitation der Klöster, wobei Papst Gregor XIII. den Landesherrn Albrecht V. für die Reformbemühungen gewinnen konnte. |                                                                                      | [ 2 ]                                                                                  |
| 51         | Philipp Wilhelm Herzog von Bayern          | 1579 | 1598 | Die Wahl von 1579 fiel auf Philipp, den dreijährigen Sohn des bayerischen Herzogs Wilhelm V. Beabsichtigt war mit dieser Wahl das hochverschuldete Hochstift eng an das bayerische Herzogtum zu binden und sich gegenüber dem protestantischen Regensburg behaupten zu können. Die Administration des Hochstifts und die kirchlichen Aufgaben übten verschiedene Stellvertreter aus, besonders hervorzuheben sind der Apostolische Nuntius Felizian Ninguarda und Jakob Miller. Philipp wurde im Alter von 20 Jahren zum Kardinal erhoben, er starb jedoch bereits zwei Jahre später. | Darstellung um 1600                                                                  | Familienwappen der Wittelsbacher                                                       |
| 52         | Sigmund Friedrich von Fugger               | 1598 | 1600 | Sigmund aus der Familie der Fugger setzte in seiner kurzen Zeit als Bischof die Arbeit seiner Vorgänger in der Umsetzung des Konzils und dem Abtragen der Schuldenlast fort. | Kolorierter Stich von 1618                                                           | Familienwappen in Siebmachers Wappenbuch                                               |
| 53         | Wolfgang II. von Hausen                    | 1600 | 1613 | Wolfgang aus dem schwäbischen Adelsgeschlecht von Hausen war bereits vor seiner Wahl zum Bischof Fürstpropst von Ellwangen (1584–1603) und dort verantwortlich für die ersten Hexenprozesse. Als Bischof stand er in der Gunst des bayerischen Herzogs Maximilian I. und setzte sich auch für dessen Vorsitz in der Katholischen Liga ein. | Darstellung des Bischofs                                                             | Wappenrelief in Regensburg                                                             |
| 54         | Albert IV. von Toerring                    | 1613 | 1649 | Albert IV. aus der Familie von Toerring profitierte von der Rekatholisierung, die Landesherr Wolfgang Wilhelm mit zunehmenden Zwangsmitteln in der Oberpfalz vornahm. Im Dreißigjährigen Krieg unterlag die Katholische Liga dem Schwedenkönig Gustav Adolf. 1633 wurde der Bischofssitz unter Bernhard von Sachsen-Weimar erstürmt, Albert IV. floh zunächst und wurde später in Würzburg gefangengesetzt. Gebildete österreichische Exilanten fanden in Regensburg Zuflucht. Als Katakombenheiliger wurden 1644 die Gebeine des Märtyrers und Heiligen Justinus in den Regensburger Dom überführt. |                                                                                      | Familienwappen im Scheiblerschen Wappenbuch                                            |
| 55         | Franz Wilhelm Graf von Wartenberg          | 1649 | 1661 | Franz Wilhelm stammte aus morganatischer Ehe des Sohnes Ferdinand des bayerischen Herzogs Albrecht V. und Maria von Pettenbeck. In seiner umfassenden geistlichen Ausbildung durchlief er auch das Collegium Germanicum et Hungaricum. Er war ab 1625 Bischof von Osnabrück und kurzzeitig auch Bischof von Verden (1630–1631) und Bischof von Minden (1631–1648). 1649 wurde er zum Bischof von Regensburg ernannt. Aufgrund anderer hoher Ämter und seiner Verpflichtungen für das Bistum Osnabrück hielt er sich nur phasenweise in Regensburg auf. Im Sinne der Ämterhäufung war dies nicht im Einklang mit den Forderungen des Konzils von Trient, andererseits war er eine Person von überregionaler Bedeutung und ein wichtiger Unterhändler des Westfälischen Friedens. 1649 und 1660 hielt Franz Wilhelm die für das Bistum Regensburg für Jahrhunderte letzten beiden Synoden ab. | Gemälde aus dem 17. Jahrhundert                                                      |                                                                                        |
| 56         | Johann Georg Graf von Herberstein          | 1662 | 1663 | Johann Georg starb bereits ein Jahr nach seiner Ernennung ohne die Weihen erhalten zu haben. |                                                                                      |                                                                                        |
| 57         | Adam Lorenz Graf von Törring               | 1663 | 1666 | Adam Lorenz war ein Neffe des Bischofs Albert IV. aus dem Hause Toerring. In der nur dreijährigen Zeit als Bischof lebte Adam Lorenz auf dem Familiensitz in Pertenstein und wurde wie seine Vorfahren im Kloster Baumburg bestattet, sein Herz im Regensburger Dom. |                                                                                      | Familienwappen im Scheiblerschen Wappenbuch                                            |
| 58         | Guidobald Graf von Thun                    | 1666 | 1668 | Guidobald war Erzbischof von Salzburg (1654–1668) und Kardinal. In seiner kurzen Zeit als Bischof von Regensburg verzichtete er zur Abtragung der Schulden des Hochstifts auf seine Einkünfte als Regensburger Bischof. | zeitgenössischer Stich                                                               | Familienwappen                                                                         |
| 59         | Albrecht Sigismund Herzog von Bayern       | 1668 | 1685 | Beginnend mit Albrecht Sigismund festigten die bayerischen Wittelsbacher dauerhaft auch den kirchenpolitischen Einfluss auf ihre Herzogtümer. Albrecht Sigismund war zudem bereits Bischof von Freising (1652–1685) als er zum Bischof von Regensburg erwählt wurde. Ein herausragendes Ereignis war der Besuch von Marco d’Aviano in der Stadt, seine Wunder wurden höchst kontrovers diskutiert. Albrecht Sigismund wurde im Freisinger Dom bestattet. | Gemälde von Franz Joseph Lederer                                                     | Familienwappen der Wittelsbacher                                                       |
| 60         | Joseph Clemens Herzog von Bayern           | 1685 | 1716 | Joseph Clemens folgte seinem Cousin Albrecht Sigismund sowohl als Bischof von Regensburg als auch als Bischof von Freising (1685–1694) nach. Papst Innozenz XI. setzte ihn als absolutistischen Kurfürsten und Erzbischof von Köln (1688–1723) durch, was zum Pfälzischen Erbfolgekrieg beitrug. Aufgrund der Ämterhäufung musste Joseph Clemens 1694 auf Freising und Regensburg verzichten. In Regensburg wurde er vom Domkapitel allerdings wiedergewählt, man suchte weiterhin die Nähe zu den finanzkräftigen bayerischen Nachbarn aus dem Hause Wittelsbach. Seine Beziehungen zum Sonnenkönig Ludwig XIV. zwangen ihn ins französische Exil, aus dem er nach dem Spanischen Erbfolgekrieg 1715 zurückkehrte. Er war außerdem noch Bischof von Lüttich (1694–1723), Bischof von Hildesheim (1702–1723) und Fürstpropst von Berchtesgaden (1688–1723). Er hatte drei Kinder. | Gemälde von Josef Vivien                                                             | Familienwappen der Wittelsbacher                                                       |
| 61         | Clemens August Herzog von Bayern           | 1716 | 1719 | Unter den Regensburger Bischöfen zeichnet sich Clemens August dadurch aus, dass er ein Laie war, also nicht zum Priester geweiht. Die Administration in Regensburg übernahm für den bei seiner Wahl noch minderjährigen Clemens August der spätere Weihbischof Gottfried Langwerth von Simmern. 1719 tauschte Clemens August den Bischofsstuhl in Regensburg gegen die Bischofsstühle von Münster (1719–1761) und Paderborn (1719–1761) sowie das einträgliche Amt eines Domherrn in Köln samt der Aussicht auf das Amt des Erzbischofs von Köln, das er 1723 erlangte und damit den Rang eines Kurfürsten. Er war ein weiterer Wittelsbacher, der viele Würden in seiner Hand vereinte, denn er war zudem Bischof von Hildesheim (1724–1761) und Osnabrück (1728–1761) sowie Hochmeister des Deutschen Ordens (1732–1761). Dadurch fielen ihm mehrere Stimmen im Reichstag zu. Clemens August ist heute vor allem für seine Leistungen als Bauherr, Mäzen und Kunstsammler bekannt. | Gemälde von George Desmarées                                                         | Wappendarstellung in Weingarten                                                        |
| 62         | Johann Theodor Herzog von Bayern           | 1719 | 1763 | Während sein Bruder und Vorgänger Clemens August aufgrund anderer Ämter verzichtete, übernahm Johann Theodor Regensburg und Freising (1727–1763), später erhielt er noch das Bistum Lüttich (1744–1763). In der Folgegeneration war es den Wittelsbachern mangels männlicher Nachkommen nicht mehr möglich, alle geistlichen Ämter zu besetzen. | Gemälde von Franz Joseph Lederer                                                     | Familienwappen der Wittelsbacher                                                       |
| 63         | Clemens Wenzeslaus Herzog von Sachsen      | 1763 | 1769 | Als Sohn des sächsischen Kurfürsten und Königs von Polen August III. folgte Clemens Wenzelaus als Bischof von Regensburg und Freising (1763–1768) nach. Neben weiteren geistlichen Würden und Besitzungen stieg er zum Erzbischof von Trier (1768–1803) und Bischof von Augsburg (1768–1803/12) auf, zugunsten deren er den Regensburger Bischofsstuhl aufgab. | Gemälde                                                                              | Wappendarstellung in Niederselters                                                     |
| 64         | Anton Ignaz Graf von Fugger                | 1769 | 1787 | Als Fürstpropst von Ellwangen (1756–1787) und mit Zuspruch der bayerischen Wittelsbacher wurde Anton Ignaz Regensburger Bischof. Er gilt als gelehrsam und lebte in frommer Zurückgezogenheit. Es gelang ihm die über Jahrhunderte verpfändete Herrschaft Donaustauf wieder auszulösen. | Gemälde                                                                              |                                                                                        |
| 65         | Max Prokop Graf von Törring                | 1787 | 1789 | Maximilian Prokop wurde 1787 Regensburger Bischof und ein Jahr später Bischof von Freising (1788–1789). Er steht für einen verinnerlichten, aufgeklärten Glauben, der sich von barocker Volksfrömmigkeit abwendet. Er sprach sich gegen allzu abschweifende und übertrieben inszenierte Passionsspiele aus, die in jener Zeit sehr populär waren. | Gemälde                                                                              | Familienwappen im Scheiblerschen Wappenbuch                                            |
| 66         | Joseph Konrad Freiherr von Schroffenberg   | 1790 | 1803 | Joseph Konrad war zunächst Fürstpropst von Berchtesgaden (1780–1803) und nahm die Bischofswürde in Regensburg und Freising (1789–1802/1803) an. In der Folge der Säkularisation verlor Joseph Konrad seine Ländereien. Im Reichsdeputationshauptschluss wurde das Hochstift Regensburg in das Fürstentum Regensburg umgebildet. | Gemälde um 1790                                                                      | Fürstbischöfliches Wappen als aquarellierte Handzeichnung                              |
| 67         | Karl Theodor Freiherr von Dalberg          | 1802 | 1817 | Karl Theodor war Bischof von Konstanz (1799–1802) und Worms (1802–1803), außerdem Erzbischof von Mainz (1802–1803). In der Folge der Säkularisation und des Reichsdeputationshauptschlusses wurde er als Reichserzkanzler mit den neugebildeten Fürstentümern Regensburg und Aschaffenburg ausgestattet, welche wenig später zusammen zum Kurfürstentum erhoben wurden. Als Erzbischof von Regensburg und dem Titel des Fürstprimas bemühte er sich um die Stärkung des katholischen Einflusses. Er förderte Bildung und stand im Kontakt mit dem Weimarer Musenhof. Mit dem Niedergang Napoleons blieben die politischen Neuerungen nicht von Dauer. | Gemälde                                                                              | Familienwappen im Scheiblerschen Wappenbuch Lehenssiegel als Fürstprimas               |
|            | Sedisvakanz                                | 1817 | 1821 | Nach dem Tod Dalbergs und in der Folge des Bayerischen Konkordats von 1817 wurde Johann Nepomuk von Wolf zunächst Administrator und 1821 zum Bischof berufen. |                                                                                      |                                                                                        |
| 68         | Johann Nepomuk von Wolf                    | 1821 | 1829 | Johann Nepomuk Wolf wurde 1743 als Beamtensohn zu Öttingen im Ries geboren, wuchs in Troppau und Olmütz auf, wo er auch die Schule besuchte und kam 1759 an das Collegium Germanicum in Rom. 1762 erwarb er dort den theologischen Doktorgrad, 1763 kehrte er in die Heimat zurück, 1766 erhielt er die Priesterweihe. Wolf avancierte 1776 zum Geistlichen Rat im Bistum Regensburg. 1789 berief man ihn zum Weihbischof in Freising, 1802 zum Domdekan und Weihbischof in Regensburg. Infolge der Zeitumstände konnten in Bayern die vakanten Bischofssitze erst wieder nach dem Konkordat von 1817 neu besetzt werden. Johann Nepomuk Wolf amtierte nach dem Tod des letzten Fürstbischofs Karl Theodor von Dalberg (7. Mai 1817) zunächst als Apostolischer Administrator; am 13. September 1821 wurde er zum Bischof von Regensburg berufen. Da er zu diesem Zeitpunkt schon 78 Jahre zählte und gesundheitlich angeschlagen war, erhielt er bereits 1822 in seinem späteren Nachfolger Johann Michael Sailer einen Weihbischof und Koadjutor. | Stich mit einer Darstellung des Bischofs                                             |                                                                                        |
| 69         | Johann Michael von Sailer                  | 1829 | 1832 | Johann Michael Sailer wurde als Schuhmachersohn in Aresing bei Schrobenhausen geboren. Nach dem Studium (1772–1777) und der Priesterweihe (1775) wirkte er als Theologieprofessor in Ingolstadt (1777–1781), Dillingen (1784–1794) und Landshut (1800–1821). 1821 wurde er in Regensburg Domkapitular, Weihbischof und Koadjutor mit dem Recht der Nachfolge; erst 1829 Bischof. Wenngleich er nur drei Jahre als Oberhirte amtierte, ist der doch der berühmteste unter den Regensburger Bischöfen des 19. Jahrhunderts. Sailer war ein bedeutender Theologe, Schriftsteller und Kirchenmann mit weitreichendem Einfluss, insbesondere auch als Erzieher und Berater von König Ludwig I., der ihn als „Apostel Bayerns“ rühmte. Melchior von Diepenbrock, den späteren Kardinal, bekehrte er zum Glauben und Papst Johannes Paul II. bezeichnete Sailer als „Kirchenlehrer nicht nur von Deutschland, sondern sogar von ganz Europa.“ | Gemälde                                                                              | Bischöfliches Wappen                                                                   |
| [ Anm. 2 ] | Georg Michael Wittmann                     | 1832 | 1833 | Georg Michael Wittmann wurde als Sohn eines Hammergutsbesitzer in Finkenhammer bei Pleystein geboren. Nach dem Studium an der Universität Heidelberg empfing er 1782 in Regensburg die Priesterweihe; 1788 berief man den Geistlichen in die Bischofsstadt Regensburg. Als Subregens und ab 1802 als Regens des Priesterseminars bildete Wittmann dort 45 Jahre lang Priester heran. Er gehörte zum Umfeld Johann Michael Sailers und besaß dessen besonderes Vertrauen. Von 1804 bis 1829 war Wittmann gleichzeitig Dompfarrer von Regensburg, seit 1821 Domkapitular, ab 1829 Dompropst und Weihbischof und seit 1830 auch Generalvikar. Wittmann war Sailers engster Mitarbeiter und dieser wünschte sich Wittmann zum Nachfolger. Diesem Wunsch entsprach König Ludwig I. nach Sailers Tod, 1832. Der neue Bischof verstarb jedoch noch vor dem Eintreffen der päpstlichen Bestätigung, im Rufe der Heiligkeit. Seine Güte und Frömmigkeit waren berühmt; zwischenzeitlich wurde der Seligsprechungsprozess eingeleitet. | Gemälde                                                                              |                                                                                        |
| 70         | Franz Xaver von Schwäbl                    | 1833 | 1841 | Franz Xaver Schwäbl wurde als 21. Kind eines Bäckers im niederbayerischen Reisbach geboren. 1798 trat er in das Institut der Bartholomäer zu Ingolstadt ein. Dort und in Landshut studierte er und gehörte zu den Schülern von Johann Michael Sailer, der sein theologisches Denken und seine kirchliche Haltung entscheidend prägte. 1801 empfing Schwäbl in Regensburg die Priesterweihe. Zunächst in der Seelsorge tätig, lernte ihn Kronprinz Ludwig kennen und sorgte 1823 für seine Berufung als Kanonikus in das Münchner Metropolitankapitel. Erzbischof Lothar Anselm von Gebsattel betraute ihn mit der Aufsicht über die Priesterausbildung im Erzbistum München-Freising. Nach dem fast zeitgleichen Tod Bischof Sailers und Bischof Wittmanns ernannte ihn König Ludwig I. von Bayern 1833 zum neuen Bischof von Regensburg. Franz Xaver Schwäbl bemühte sich um die Erneuerung der Seelsorge im Sinne von Bischof Sailer, besonders lag ihm die Priesterausbildung am Herzen. Er führte einen eigenen Katechismus ein und belebte das Kloster- und Ordenslebens in seinem Bistum. In seine Amtszeit fällt auch die Regotisierung des Domes in Regensburg (1835–1839). | Stich von 1835                                                                       |                                                                                        |
| 71         | Valentin von Riedel                        | 1842 | 1857 | Valentin Riedel stammte aus armen Verhältnissen und wurde 1802 in Lamerdingen, Bayerisch-Schwaben geboren. Gönner finanzierten sein Studium, am 28. März 1825 empfing er die Priesterweihe und noch im gleichen Jahr stellte man ihn als Prediger bei Sankt Martin in Landshut, anschließend bei Sankt Michael in München an. 1838 wurde er zum Direktor des Priesterseminars in Freising und zum Professor für Moral- und Pastoraltheologie am dortigen Lyceum ernannt. König Ludwig I. ernannte Valentin Riedel auf Empfehlung des Ministers Karl von Abel zum Bischof von Regensburg; am 13. März 1842 wurde er konsekriert. Als Bischof galt seine besondere Sorge der Förderung und Ausbildung des Priesternachwuchses, wozu er 1844 das Bischöfliche Knabenseminars in Metten gründete. Der Oberhirte förderte nachhaltig die Klöster und Orden, die Kirchenmusik und die kirchliche Kunst zu deren Pflege er 1854 zusammen mit Abt Gregor Scherr von Metten den kirchlichen Kunstverein der Diözese ins Leben rief. Valentin Riedel förderte den Regensburger Kirchenmusiker Carl Proske in seinen Bemühungen um eine würdige Ausgestaltung der Liturgie und erließ 1857 entsprechende musikalische für sein Bistum. Bischof Riedel starb 1857 nach längerer Krankheit. | Litho um 1850                                                                        |                                                                                        |
| 72         | Ignatius von Senestrey                     | 1858 | 1906 | Er wurde 1818 als Kind der Eheleute Georg Ignaz Senestrey und Anna Maria geb. Gmeiner in Bärnau, Oberpfalz geboren. In München legte er 1836 sein Abitur ab und der dortige Onkel Generalvikar Pantaleon von Senestrey förderte seinen Wunsch Priester zu werden. Der junge Mann studierte am Germanicum in Rom und empfing dort am 19. März 1842 die Priesterweihe. 1843 amtierte er als Präfekt am Priesterseminar Eichstätt, sowie als Dozent am dortigen Lyzeum. Danach wurde er Pfarrer von Kühbach (Bistum Augsburg), am 1. Juli 1853 Domkapitular in Eichstätt. Im Winter 1856/57 unternahm er mit König Maximilian II. eine Romreise, wobei ihn Papst Pius IX. in Privataudienz empfing. Dieser ernannte Ignatius von Senestrey, auf königlichen Vorschlag, am 27. Januar 1858 zum Bischof von Regensburg. Der neue Bischof erwies sich als eifriger Hirte seines Bistums, das er schon im 1. Amtsjahr fast komplett visitierte. Er errichtete zwei Seminarien, stiftete mehrere Nonnenklöster und ließ die Westfassade bzw. die beiden unvollendeten Türme des Regensburger Doms fertigstellen. Ignatius von Senestrey nahm am Ersten Vatikanischen Konzil teil, wo er als strikter Befürworter des Dogmas der päpstlichen Unfehlbarkeit auftrat. Hierdurch schuf er sich in der Heimat viele Feinde und noch heute ist das Bild des Bischofs durch die damaligen Auseinandersetzungen getrübt. Im letzten Jahrzehnt des 19. Jahrhunderts wurde er mit dem Ehrentitel des Erzbischofs und dem Pallium ausgezeichnet. Senestrey starb 1906, im Alter von 88 Jahren.  | Fotografie von 1900                                                                  | Erzbischöfliches Wappen                                                                |
| 73         | Antonius von Henle                         | 1906 | 1927 | Franz Anton von Henle wurde als Sohn des Bierbrauers und Gastwirtes Anton Henle und seiner Frau Maria Anna, geb. Schmid in Weißenhorn geboren. Zu Dillingen besuchte er das Gymnasium und absolvierte seine philosophisch-theologischen Studien, worauf er am 23. November 1873 in Augsburg die Priesterweihe empfing. 1884 promovierte Henle zu München im Fach Theologie; nach weiteren Studien habilitierte er sich im Februar 1887 und wurde Privatdozent an der Universität München, wo er Hebräisch lehrte. 1890 erfolgte die Ernennung von Franz Anton Henle zum Domkapitular in seinem Heimatbistum Augsburg; kurz darauf avancierte er zum dortigen Generalvikar. Als der Passauer Bischof Michael von Rampf verstarb, erwählte man Franz Anton Henle am 3. April 1901 zu dessen Nachfolger, am 18. April erfolgte die päpstliche Präkonisation, am 16. Juni 1901 seine Bischofsweihe durch den Münchener Erzbischof Franz Joseph von Stein. In Passau begann Henle sogleich mit dem Ausbau des Priesterseminars und gab ein neues Gesangbuch heraus; 1902 erhielt er den persönlichen Adelstitel und die Mitgliedschaft im Reichsrat der Krone Bayerns. Nach dem Tod des Regensburger Bischofs Ignatius von Senestrey wurde Franz Anton von Henle am 18. Oktober 1906 zu dessen Nachfolger ernannt. Henle leitete seine neue Diözese über 21 Jahre lang mit großem Eifer und herausragendem Sachverstand. Am 11. Oktober 1927 eröffnete er feierlich die lang ersehnte Diözesansynode seines Bistums, starb jedoch in der folgenden Nacht überraschend am Herztod. | Fotografie von Bischof Antonius                                                      | Bischöfliches Wappen, fälschlicherweise mit erzbischöflicher Quastenanzahl dargestellt |
| 74         | Michael Buchberger                         | 1928 | 1961 | Michael Buchberger gab mehrere umfassende kirchliche Lexika heraus, u. a. das Lexikon für Theologie und Kirche. Kritik erntete seine Haltung eines „christlichen“ Antisemitismus, die er in seinen in der Zeit des Nationalsozialismus erschienenen Werken einnahm. In der Nachkriegszeit engagierte er sich am Wiederaufbau durch den Bau zahlreicher neuer Kirchen und die Gründung eines großen Spektrums caritativer Einrichtungen. Für seine Verdienste verlieh ihm Papst Pius XII. 1950 den persönlichen Titel eines Erzbischofs und er wurde 1953 mit dem Bundesverdienstkreuz ausgezeichnet. | Fotografie von Bischof Michael                                                       | Erzbischöfliches Wappen                                                                |
| 75         | Rudolf I. Graber                           | 1962 | 1982 | Rudolf Graber engagierte sich als Priester im Bund Neudeutschlands. Vor seiner Ernennung zum Bischof unterrichtete er u. a. als Professor an der Katholischen Hochschule Eichstätt. |                                                                                      | Bischöfliches Wappen                                                                   |
| 76         | Manfred Müller                             | 1982 | 2002 | Manfred Müller war ab 1972 Weihbischof in Augsburg. Verschiedene Lehrtätigkeiten führten ihn in beratende Gremien zur Gestaltung des katholischen Unterrichtes in Bayern. Nach dem Zusammenbruch des Realsozialismus engagierte er sich in den Bistümern Prag und Pilsen beim Aufbau neuer Strukturen und Einrichtungen. Er starb am 20. Mai 2015 im Alter von 88 Jahren. |                                                                                      | Bischöfliches Wappen                                                                   |
| 77         | Gerhard Ludwig Müller                      | 2002 | 2012 | Gerhard Ludwig Müller wurde 2002 von Papst Johannes Paul II. zum Regensburger Bischof ernannt und vom Erzbischof Friedrich Kardinal Wetter geweiht. In der Deutschen Bischofskonferenz ist Müller Vorsitzender der Ökumenekommission. Seit 2009 ist er Mitglied im Päpstlichen Rat für die Kultur. Am 2. Juli 2012 wurde er von Papst Benedikt XVI. an die Römische Kurie berufen und zum Präfekten der Kongregation für die Glaubenslehre sowie zum Präsidenten der Päpstlichen Kommission Ecclesia Dei, der Päpstlichen Bibelkommission und der Internationalen Theologenkommission ernannt. Seine fünfjährige Amtszeit als Leiter der Römischen Glaubenskongregation wurde 2017 durch Papst Franziskus nicht verlängert. | Fotografie von Bischof Gerhard Ludwig                                                | Bischöfliches Wappen                                                                   |
| 78         | Rudolf II. Voderholzer                     | 2013 |      | Am 6. Dezember 2012 ernannte ihn Papst Benedikt XVI. zum Bischof von Regensburg. Die Bischofsweihe durch Reinhard Kardinal Marx fand am 26. Januar 2013 im Regensburger Dom statt; Mitkonsekratoren waren Kurienerzbischof Gerhard Ludwig Müller und František Radkovský, Bischof von Pilsen. Sein bischöflicher Wahlspruch lautete Christus in vobis spes gloriae („Christus ist unter Euch – die Hoffnung auf Herrlichkeit“). Voderholzer gilt als Experte für Henri de Lubac. Durch seine Übersetzung von « L’Ecriture dans la Tradition » (deutsch: „Die heilige Schrift in der Tradition der Kirche“) und weiterer Aufsätze hat er wesentliche Teile des vierbändigen Werks de Lubacs « Exégèse médiévale » (deutsch: „Exegese des Mittelalters“) in deutscher Sprache mit dem Titel „Typologie. Allegorie. Geistiger Sinn. Studien zur Geschichte der christlichen Schriftauslegung“ (Freiburg, 2. Auflage 2007) veröffentlicht. Er ist Gründungsdirektor des 2008 gegründeten „Institut Papst Benedikt XVI.“ in Regensburg und Herausgeber der gesammelten theologischen Schriften von Papst Benedikt XVI. Seit 30. Oktober 2010 ist Voderholzer Ordentliches Mitglied der Sudetendeutschen Akademie der Wissenschaften und Künste (Geisteswissenschaftliche Klasse). |                                                                                      | Bischöfliches Wappen                                                                   |